# Free Guy - Eroe per gioco
Free Guy - Eroe per gioco (Free Guy) è un film del 2021 diretto da Shawn Levy.

## Trama
Free City è un popolarissimo videogioco online open world sviluppato da Soonami Games. Il gioco, in realtà, è un plagio: il viscido sviluppatore capo di Soonami, Antwan Hovachelik, l'ha realizzato rubando il codice sorgente di un altro gioco, Life Itself, sviluppato da Walter "Keys" McKey e Millie Rusk. Da allora, Keys ha trovato un lavoro alla Soonami come programmatore, mentre Millie trascorre il tempo all'interno di Free City con il suo avatar, Molotov Girl, per trovare prove della presenza del codice sorgente che lei e Keys avevano scritto e dimostrare che sono loro i legittimi proprietari del gioco.
Nel gioco Guy, un personaggio non giocabile (PNG), lavora come cassiere di banca e trascorre del tempo con il suo migliore amico e collega, la guardia di sicurezza della banca Buddy, ignaro che il suo mondo sia un videogioco. Un giorno incontra Molotov Girl, che sta cantando la canzone che secondo Guy piacerà alla ragazza dei suoi sogni: così egli inizia a seguirla, deviando dalla sua programmazione. Poco tempo dopo Guy, stanco della sua vita monotona, sventa l'ennesima rapina nella sua banca e dopo aver bloccato il giocatore/rapinatore, prende un paio di occhiali attraverso i quali vede Free City dall'head-up display (HUD) del giocatore. Dopo essere stato ucciso da Keys e dal suo collega Mouser, che lo credono un hacker travestito da PNG, Guy ritrova Millie, che inizialmente lo scambia per un altro giocatore chiamato "Camiciola azzurra Guy" e gli dice di salire oltre il livello 100 prima di parlarle di nuovo.
Piuttosto che salire di livello attraverso atti distruttivi, Guy sceglie di compiere buone azioni all'interno di Free City, raggiungendo così in breve tempo il livello 102. La sua progressione virtuosa, che si distingue da quella dedita alla violenza gratuita degli altri giocatori, fa sì che "Camiciola azzurra Guy" diventi un fenomeno in tutto il mondo.
Millie e Guy si incontrano di nuovo quando lei irrompe nello Stash, il complesso protetto di un altro giocatore che contiene la prova del codice sorgente. Guy aiuta Millie a fuggire dallo Stash e la ragazza rimane sconcertata quando lui tenta di baciarla. Keys, che nel mentre ha fatto ricerche per scoprire chi sia realmente Guy, si rende conto che lui è davvero un PNG e che la sua autocoscienza deriva dal codice di intelligenza artificiale (IA) contenente le preferenze personali di Millie che Keys aveva incluso in Life Itself, cosa che ha portato Guy a sviluppare un interesse romantico per la ragazza. Keys decide dunque di aiutare Millie a recuperare il loro codice prima che Free City venga cancellata dai server di Soonami per far posto al suo sequel, Free City 2, in due giorni. Quando Millie dice a Guy la verità sulla sua situazione, quest'ultimo ne rimane sconvolto ed interrompe la loro relazione. Tuttavia, dopo aver parlato con Buddy, Guy si rende conto che c'era qualcosa di più dell'amore nella sua relazione con Millie e diventa pienamente senziente.
Guy allora, volendo di aiutare la ragazza, irrompe di nuovo nello Stash con l'aiuto di Buddy ma il proprietario, riconoscendolo ed essendo un suo grande fan, gli consegna la prova senza opporre resistenza; Guy porta a Millie il file, che contiene il video di un giocatore che aveva accidentalmente superato il confine della mappa di Free City tramite un glitch e scoperto una vecchia Build di Life Itself raffigurante un'isola. Nel frattempo la continua popolarità di Guy minaccia il lancio di Free City 2 e Antwan ordina a Keys e Mouser di riavviare l'intero gioco, ma il primo si rifiuta ed Antwan costringe il secondo a riavviare il gioco. Dopo essere tornata a Free City, Millie ritrova Guy senza alcun ricordo della sua sensibilità, ma ricordando il consiglio di Keys che Guy avrebbe avuto bisogno di un promemoria, lo bacia. La coscienza di Guy viene ripristinata e lui mostra a Millie la posizione dell'isola.
Scoperta l'identità di Molotov Girl, Antwan cerca di eliminare direttamente Guy e Millie dal gioco facendo aumentare il loro "livello ricercato" al massimo, ma siccome i due hanno convinto gli altri PNG nel gioco che sono più della loro programmazione, essi non rispondono più ai comandi del loro codice sorgente e si rifiutano di interferire; Antwan allora costringe Mouser a espellere tutti i giocatori e a manipolare direttamente la topografia del gioco per uccidere Guy, ma Keys apporta i propri cambiamenti per proteggerlo e dirigerlo sull'isola, trasmettendo lo sforzo a Millie e a tutti i giocatori di Free City che erano stati espulsi. Antwan dunque licenzia Keys e manda Dude, una copia muscolosa e incompiuta di Guy sviluppata per Free City 2, a uccidere quest'ultimo. Incapace di sconfiggerlo in un combattimento diretto, Guy mette i suoi occhiali da sole su Dude e l'HUD distrae indefinitamente l'IA meno matura.
Antwan quindi, in un ultimo disperato tentativo di impedire che il suo furto venga rivelato, entra nella stanza dei server di Soonami e inizia a distruggerli con un'ascia da pompiere sotto gli occhi di uno sconvolto Mouser, ma Guy arriva sull'isola prima che possa distruggere l'ultimo e l'evento viene visto in diretta streaming dai giocatori di tutto il mondo. Nonostante il furto sia stato rivelato, Antwan minaccia di distruggere l'ultimo server e chiede a Millie, nel frattempo giunta alla sede della Soonami, di abbandonare la sua causa contro la compagnia e consegnargli la proprietà intellettuale di Free City; Millie, credendo che il vero valore del gioco sia nella sua programmazione, accetta l'accordo.
Senza il codice di Millie e Keys, Free City 2 è un catastrofico fallimento al momento del lancio ed Antwan, diffamato dai media per i suoi crimini ormai svelati, viene ridotto sul lastrico. Keys, Mouser e Millie avviano una nuova società con il loro codice sorgente recuperato per rilasciare un nuovo gioco, Free Life, coinvolgendo Guy, Buddy, Dude e tutti gli altri PNG di Free City. Grazie a Guy, Millie si rende conto che il suo codice era in realtà una lettera d'amore realizzata da Keys per lei e i due diventano una coppia. Guy si riunisce quindi con Buddy e i due iniziano a vivere la propria vita in Free Life.

## Personaggi
- Guy, interpretato da Ryan Reynolds.[1]
- Dude, fisicamente interpretato da Aaron W. Reed, voce e facial motion capture di Ryan Reynolds.[2][3]
- Millie Rusk / Molotov Girl, interpretata da Jodie Comer.[4]
- Walter "Keys" McKeys, interpretato da Joe Keery.
- Buddy, interpretato da Lil Rel Howery.
- Mouser, interpretato da Utkarsh Ambudkar.[5]
- Antwan interpretato da Taika Waititi.[5][6]
- Barista, interpretata da Britne Oldford.
- Bombshell, interpretata da Camille Kostek.[7][8]
- Keith, interpretato da Matty Cardarople: un giocatore che ha come alias Revenjamin Buttons nel gioco.[9]
- Revenjamin Buttons, interpretato da Channing Tatum: l'avatar di Keith.
- Poliziotto Johnny, interpretato da Mike Devine.[10]

Nel film sono presenti diversi cameo da giocatori e streamers come ad esempio: Jacksepticeye, Ninja, Pokimane, DanTDM e LazarBeam che commentano le azioni di Guy sui loro rispettivi canali su YouTube e Twitch secondo i loro punti di vista. Inoltre compaiono anche l'attore Chris Evans, la conduttrice Lara Spencer di Good Morning America e il conduttore Alex Trebek di Jeopardy!, nel ruolo di se stessi. Oltre ai camei visibili ci sono stati anche camei vocali come ad esempio: Tina Fey nel ruolo della madre di Keith, Hugh Jackman nel ruolo di un avatar mascherato in un vicolo, Dwayne Johnson nel ruolo di un rapinatore di banche e John Krasinski nel ruolo di un giocatore di cui si vede solo la sagoma.

## Colonna sonora
La colonna sonora del film è stata composta da Christophe Beck. Shawn Levy inizialmente voleva utilizzare la canzone Your Love degli The Outfield, ma Reynolds invece suggerì Fantasy di Mariah Carey. Reynolds chiese alla Carey il permesso di usare la sua canzone nel film, lei acconsentì alla sua richiesta. Una cover di fantasy cantata da Jodie Comer è stata utilizzata nel film. I temi musicali degli Avengers e di Star Wars, rispettivamente composti da Alan Silvestri e John Williams, appaiono nel film.

## Promozione
Il trailer è stato pubblicato il 7 dicembre 2019.

## Distribuzione
La pellicola, inizialmente prevista nelle sale statunitensi per il 4 luglio 2020, è stata posticipata all'11 dicembre 2020, è stata rinviata ulteriormente al 21 maggio 2021 e poi al 11 agosto 2021 a causa della pandemia di COVID-19. Dal 29 settembre 2021 il film è disponibile su Disney+, tramite la sezione Star.

### Edizione italiana

#### Doppiaggio
Il doppiaggio italiano e la sonorizzazione della pellicola sono stati eseguiti dalla SDI Media di Roma; la direzione e i dialoghi sono a cura di Carlo Cosolo, con l'assistenza di Andreina D'Andreis e la supervisione artistica di Lavinia Fenu.

## Accoglienza

### Incassi
Free Guy ha incassato 121626598 $ in Nord America e 209900000 $ nel resto del mondo, per un totale di 331526598 $.
Durante il suo fine settimana di apertura negli Stati Uniti e in Canada si stimava che il film avrebbe dovuto incassare tra i 15-18 milioni di dollari in 4.165 cinema. Tuttavia, durante il suo primo giorno, Free Guy ha incassato 10,5 milioni di dollari (compresi i 2,2 milioni di dollari dalle anteprime del giovedì sera), si stimava che avrebbe incassato fino a 26 milioni di dollari. Invece durante il suo fine settimana di apertura è arrivato a incassare fino a 28,4 milioni di dollari, rimanendo in cima al botteghino. Durante il suo secondo fine settimana, ha incassato 18,5 milioni di dollari, rimanendo sempre in cima al botteghino. Il calo di appena il 34% ha segnato il più piccolo declino del secondo fine settimana di qualsiasi uscita estiva. Tuttavia con il debutto di Candyman, il film ha perso la prima posizione al botteghino, nonostante ciò ha comunque continuato ad incassare bene nel suo terzo fine settimana, incassando rispettivamente 13,6 milioni di dollari.

### Critica
Su Rotten Tomatoes (basandosi su 296 recensioni) ha ottenuto una percentuale di approvazione del 80% con un voto medio di 7,0 su 10. Il commento del sito recita: "Combinando un concetto intelligente, dolce, un umorismo consapevole e un cast carismatico, Free Guy è un divertimento frivolo."
Mentre Metacritic (su 51 recensori) ha assegnato un punteggio di 62 su 100 ponendolo quindi nella categoria "Recensioni generalmente positive" (in originale: "Generally Favorable Reviews").

## Riconoscimenti
- 2022 - Premi Oscar
  - Candidatura ai Migliori effetti speciali a Swen Gillberg, Bryan Grill, Nikos Kalaitzidis and Dan Sudick

## Sequel
Il 14 agosto 2021, in seguito al successo del primo giorno al botteghino, Ryan Reynolds su Twitter ha confermato che la Disney vuole realizzare un sequel.